# Regió eurosiberiana

Ecozona paleàrtica, la part nord de la qual s'anomena regió eurosiberiana

La regió eurosiberiana en fitogeografia és una regió florística dins del regne holàrtic.
La regió eurosiberiana és la regió biogeogràfica més extensa del paleàrtic. De nord a sud, presenta els biomes de tundra, en l'extrem nord de Rússia i Escandinàvia, taigà i bosc temperat de coníferes i d'arbres de fulla ampla. Aquesta extensa regió té moltes afinitats amb les regions boreals i temperades de l'ecozona neàrtica, d'Amèrica del Nord.
La regió eurosiberiana s'estén per gran part d'Euràsia i limita al nord amb la regió àrtica i al sud amb les regions mediterrània, iranoturaniana i xinesa.
A la península Ibèrica la regió submediterrània es divideix, segons l'altitud, en la zona alpina, subalpina, montana i submontana. A cadascuna d'aquestes zones li correspon un tipus de vegetació que va des dels prats alpins (de la zona alpina) als alzinars de baixa altitud (en la submontana). També a la península Ibèrica es distingeixen les províncies biogeogràfiques eurosiberianes següents: Pirenaica, Orocantàbrica i Cantabro-Atlàntica.

## Clima
El clima és relativament humit i amb hiverns freds (amb alguns mesos per sota de +5 °C de mitjana). La vegetació és de tendència forestal; a la part septentrional la clímax és un bosc aciculifoli de coníferes de fullatge persistent, i a la part meridional hi ha un bosc climàtic d'arbres de fulla caduca (principalment roureda de Quercus robur i Quercus petraea).
Les precipitacions van des del tipus subhumit (de 500 a 900 litres a l'any) fins al perhumit (més de 1400 litres a l'any) passant pel clima humit (de 900 a 1400 litres).